# Trio in Tokyo
Albums de Michel Petrucciani
Solo Live
(1998) Conversation with Michel
(1999)
Trio in Tokyo est un album de jazz posthume de Michel Petrucciani sorti sur le label Dreyfus en 1999, quelques mois après la mort du pianiste. Les enregistrements ont lieu en public en novembre 1997 au club Blue Note de Tokyo. Petrucciani est accompagné par Anthony Jackson à la basse et Steve Gadd à la batterie.

## Enregistrement
| Musicien           | Instrument    | Titre |  | Équipe technique |                  |
| ------------------ | ------------- | ----- |  | ---------------- | ---------------- |
| Michel Petrucciani | piano         | 1—8   |  | Francis Dreyfus  | producteur       |
| Anthony Jackson    | guitare basse | 1—8   |  | Roger Roche      | ingénieur du son |
| Steve Gadd         | batterie      | 1—8   |  | Pascal Anquetil  | liner notes      |

## Titres
| N° | Titre                   | Compositeur        | Durée |
| -- | ----------------------- | ------------------ | ----- |
| 1. | Training                | Michel Petrucciani | 4:39  |
| 2. | September Second        | Michel Petrucciani | 5:19  |
| 3. | Home                    | Michel Petrucciani | 9:18  |
| 4. | Little Peace in C for U | Michel Petrucciani | 7:30  |
| 5. | Love Letter             | Michel Petrucciani | 9:07  |
| 6. | Cantabile               | Michel Petrucciani | 7:49  |
| 7. | Colors                  | Michel Petrucciani | 10:49 |
| 8. | So What                 | Miles Davis        | 7:32  |

## Réception
Sur le guide musical AllMusic, Michael G. Nastos commente l'album et déclare notamment que « c'est un autre rappel posthume de la formidable façon dont est Petrucciani dans le cadre spontané d'un concert, jouant sa propre musique avec des musiciens doués. Recommandé. ». Sur JazzTimes, Harvey Siders indique que le style de Petrucciani peut donner l'impression de dominer les morceaux mais le pianiste offre à Jackson et Gadd la possibilité de s'exprimer librement et pas seulement sur les solos. Sur CMJ l'auteur s'étonne qu'avec de tels musiciens le jeu soit « remarquablement souple, lyrique et expressif ». Il observe que les morceaux au rythme lent ont « tendance à être un peu trop fleuri et à s'étendre un peu trop en longueur » tandis que ceux qui sont plus rapides offrent un « aperçu de la façon dont le jeu est mené, de l'émotion non dilué ».